# Carlo VIII di Francia
Carlo VIII di Valois, detto l'Affabile (Amboise, 30 giugno 1470 – Amboise, 7 aprile 1498), è stato re di Francia dal 1483 al 1498 e brevemente re di Napoli, come Carlo IV, nel 1495.
La sua fallimentare discesa in Italia nel 1494, in passato conosciuta come "la calata di Carlo", inaugurò le cosiddette guerre d'Italia (definite "horribili" da Francesco Guicciardini): una lunga serie di otto conflitti con cui le grandi potenze europee si disputarono il controllo della penisola, terminata solo nel 1559 con la pace di Cateau-Cambrésis, che mutò profondamente la geografia politica dell'Italia.

## Biografia

### I primi anni e la politica interna
Carlo VIII nacque in Francia, ad Amboise. Quando il 30 agosto 1483 il re Luigi XI morì, essendo l'unico dei suoi figli maschi ancora in vita, ne ereditò il trono.
Ambizioso, di salute cagionevole, considerato dai contemporanei di indole gradevole, ma privo di grande intelligenza politica e non adatto agli affari di Stato, dai tredici ai ventuno anni Carlo governò sotto la reggenza della sorella maggiore, la principessa Anna di Beaujeu, e del marito di lei, il cognato Piero di Borbone.
L'azione politica di Carlo fu anzitutto tesa a consolidare ed estendere il territorio del regno. Ottenne per vie diverse l'annessione degli ultimi due grandi ducati che godevano ancora di una forte autonomia rispetto alla corona francese: il Ducato di Angiò (comprendente l'Angiò e la Provenza), tramite un complesso meccanismo ereditario, e il Ducato di Bretagna, tramite il matrimonio, celebrato il 6 dicembre 1491, con l'erede, la duchessa Anna di Bretagna, in un'elaborata cerimonia a Château Langeais. Con il matrimonio Carlo VIII si liberò quindi della reggenza della sorella e dell'influenza dei parenti: da allora poté gestire gli affari di Stato secondo le sue intenzioni.
A corte ci fu anche una vivace vita culturale: tra i poeti spicca la figura dell'umanista italiano Publio Fausto Andrelini. Con il trattato di Étaples del 1492 e con quello di Barcellona del 1493 Carlo normalizzò i rapporti con Inghilterra e Regno di Aragona, sebbene al prezzo di onerose concessioni. Sempre nel 1493, con il trattato di Senlis, pose fine alla guerra con il Sacro Romano Impero per la successione al trono di Borgogna, riuscendo a mantenerlo al prezzo della rinuncia alla Franca Contea, all'Artois e a parte delle Fiandre, ed annettendolo definitivamente nel 1497.

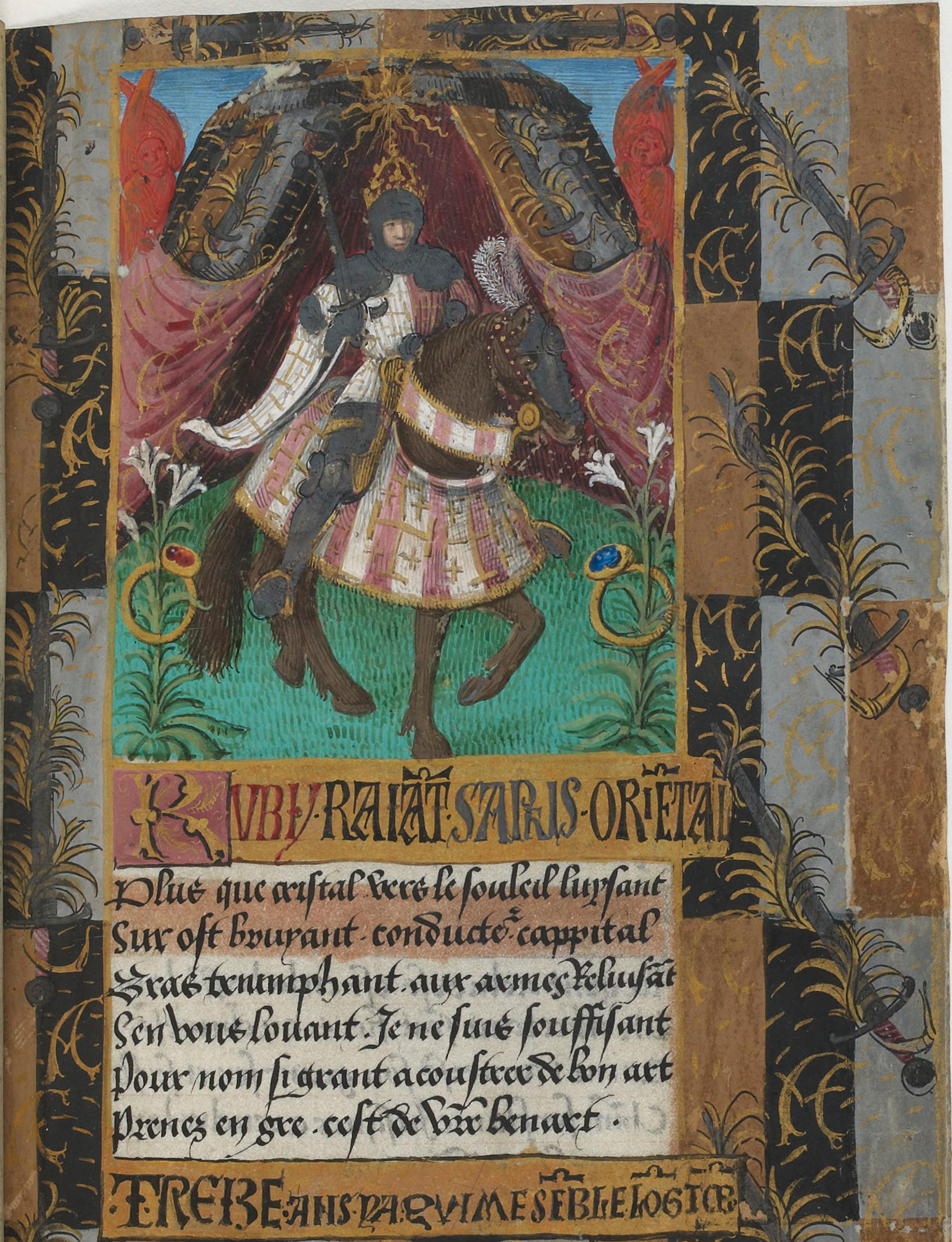
Carlo VIII a cavallo, "en imperant roy", circa 1495-98

### La marcia su Napoli
Pacificati i rapporti con le potenze europee, Carlo, che vantava attraverso la nonna paterna Maria d'Angiò (1404-1463) un lontano diritto ereditario alla corona del Regno di Napoli, indirizzò le risorse della Francia verso la riconquista di quel reame. Ad incoraggiarlo nell'impresa fu soprattutto Ludovico Sforza, detto Il Moro (che ancora non era duca di Milano, ma ne era solo reggente), intenzionato a vendicarsi di Alfonso II, suo cognato e re di Napoli che, appena salito al trono, gli aveva dichiarato guerra, invadendo come primo atto ostile la città di Bari, di cui Ludovico era duca. Anche i suoi consiglieri, Guillaume Briçonnet ed Étienne de Vesc, lo sollecitarono fortemente all'impresa.

La riconquista del sud della Penisola, già governato dalla casata degli Angioini durante il XIII secolo, non comprendeva, nei progetti, anche la Sicilia. Quest'ultima circostanza depone a favore della tesi secondo la quale Carlo VIII non intendeva accrescere semplicemente i domini della sua casata, ambizione comune a molte case regnanti di area mitteleuropea o anglosassone, ma farne piuttosto la base di partenza per quelle Crociate la cui eco era rinvigorita dalla cacciata degli Arabi dall'ultimo loro possedimento in terra spagnola, il Regno di Granada (1492), avvenuta proprio in quegli anni. Il progetto politico della Res Publica Christiana Pro Recuperanda Terra Sancta aveva ancora presa nelle classi dirigenti europee, nonostante la fine rovinosa cui erano andati incontro tanto i fautori di quel progetto, quanto coloro che avevano inteso realizzarlo ben prima, intorno alla metà del Duecento.
Carlo scese in Italia il 3 settembre 1494 con un esercito di circa 30 000 effettivi, dei quali 8 000 erano mercenari svizzeri, dotato di un'artiglieria leggera moderna, accolto festosamente dai duchi di Savoia. Il suo esercito si accampò ad Asti, dove Carlo VIII ricevette l'omaggio dei suoi sostenitori: Margarita de' Solari, fanciulla di undici anni (nel 1495 gli dedicò Les Louanges du Mariage), alloggiando Carlo nel palazzo del padre in Asti, ne ascoltò le lodi, il cardinale Giuliano della Rovere, Ludovico Sforza con la moglie Beatrice d'Este ed Ercole d'Este, duca di Ferrara. A Pavia conobbe Gian Galeazzo Sforza e la moglie, Isabella d'Aragona. Isabella ne approfittò per scongiurarlo di proteggere la sua famiglia dalle mire di Ludovico Sforza. Tuttavia, un mese dopo questo incontro, il marito Gian Galeazzo Sforza morì, probabilmente avvelenato, e Ludovico il Moro divenne signore di Milano con il benestare dei francesi.

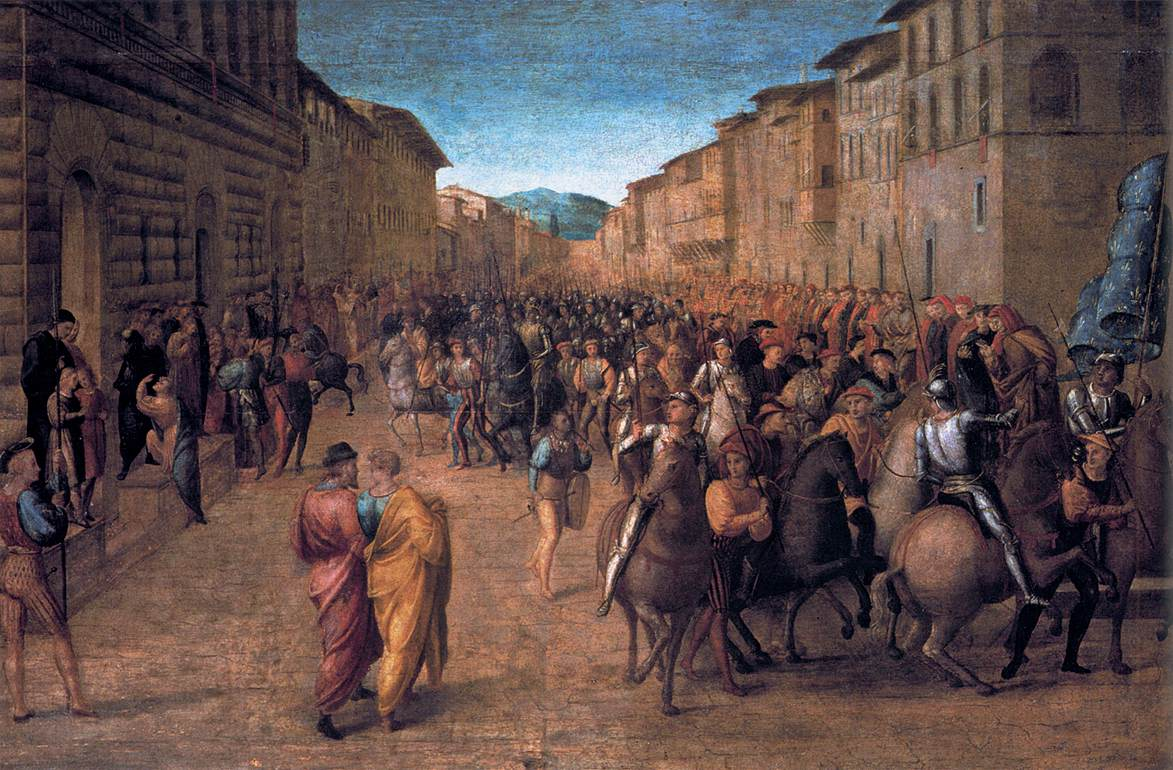
Francesco Granacci, Entrata di Carlo VIII a Firenze, 17 novembre 1494, Galleria degli Uffizi

Carlo, dapprima intenzionato a percorrere la via Emilia fino alla Romagna, ne venne dissuaso dagli atteggiamenti bellicosi di Caterina Sforza, signora di Forlì e Imola. Così, dopo una tappa a Piacenza, si diresse verso Firenze. La città era tradizionalmente filofrancese, ma la politica incerta del suo signore, Piero di Lorenzo de' Medici, figlio di Lorenzo il Magnifico, l'aveva schierata in difesa degli Aragonesi di Napoli. Il pericolo incombente dei saccheggi e delle violenze dell'esercito francese (enfatizzato da una violenta predica di Girolamo Savonarola) accentuò il rancore della maggior parte dei cittadini contro i Medici.
Carlo VIII entrò il 29 ottobre a Fivizzano, saccheggiandola, e pose l'assedio alla rocca di Sarzanello, chiedendo che gli fosse lasciato il passo per Firenze. Piero, mutato consiglio, all'insaputa della città, gli concesse più di quanto chiedesse: le fortezze di Sarzanello, di Sarzana e di Pietrasanta, le città di Pisa e di Livorno e il via libera per Firenze.
Tornato a Firenze l'8 novembre, Piero fu immediatamente cacciato dai fiorentini che, considerato il suo atteggiamento vile e servile, proclamarono la Repubblica. Allo stesso tempo i fiorentini agevolarono l'invasione di Carlo VIII, ritenuto restauratore della loro libertà e riformatore della Chiesa, il cui papa Alessandro VI (Rodrigo Borgia) era considerato indegno dal Savonarola e da larga parte dei cattolici.
Carlo VIII però, timoroso di inimicarsi le potenze europee, non intendeva deporre il Borgia dal papato. Marciò verso Roma e prese dapprima Civitavecchia. Il 31 dicembre 1494, approfittando di una coincidenza fortunata, ottenne dal papa l'ingresso pacifico nella Città Eterna. L'accordo non risparmiò Roma dai saccheggi delle truppe francesi. Per evitare l'ulteriore permanenza in città, il 6 gennaio 1495 Alessandro VI accolse Carlo VIII e ne autorizzò il passaggio negli Stati pontifici verso Napoli, affiancandogli come cardinale legato il figlio Cesare Borgia.

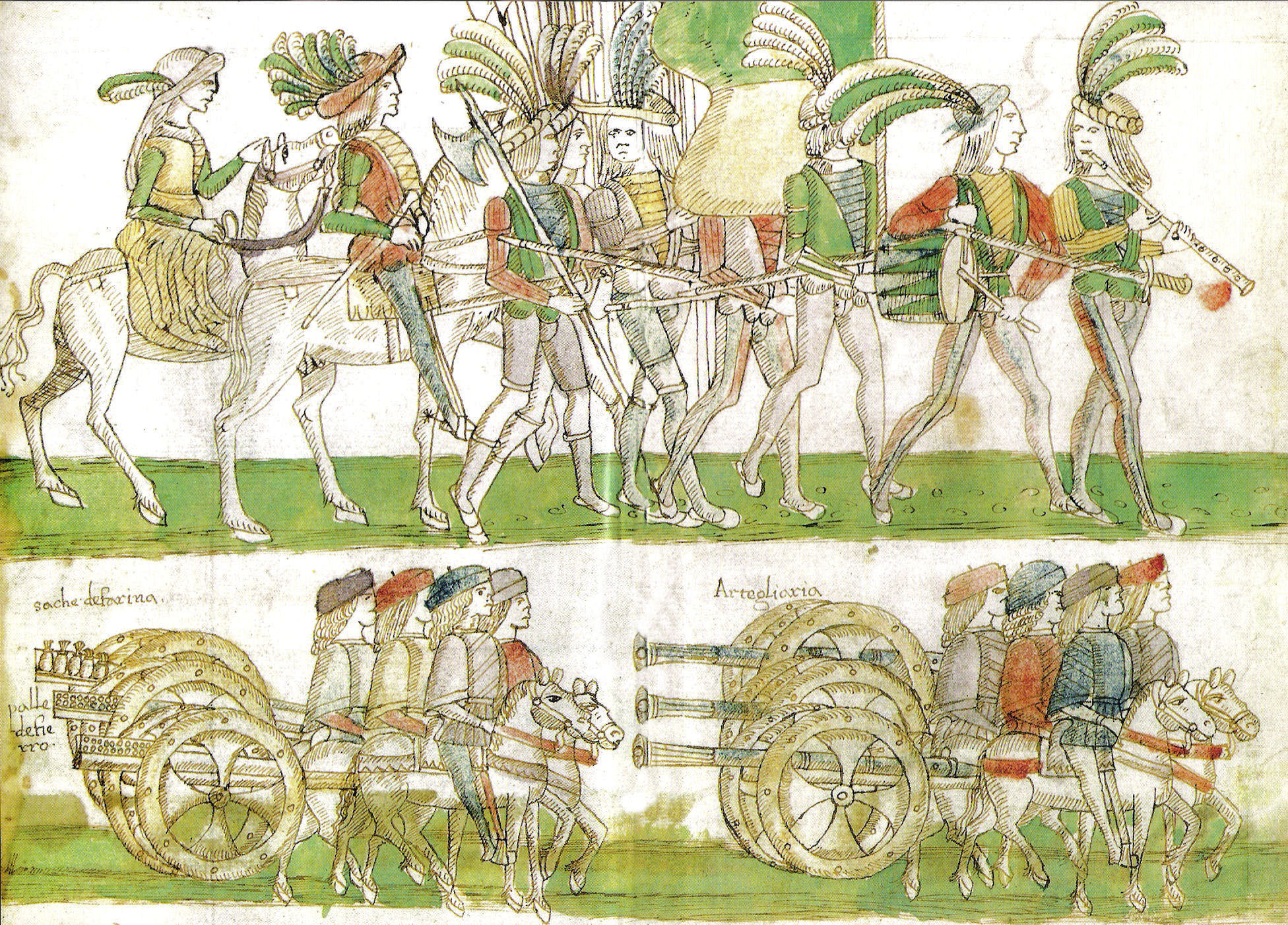
L'entrata in Napoli, 22 febbraio 1495. Cronaca figurata del Quattrocento di Melchiorre Ferraiolo

Carlo VIII assediò Tuscania, presso Viterbo, distruggendone due terzieri e uccidendone 800 abitanti, ed espugnò poi il castello di Monte San Giovanni Campano (all'epoca Monte San Giovanni), trucidando 700 abitanti; il re in persona guidò l'assalto alla fortezza.
Il 22 febbraio occupò Napoli praticamente senza combattere: il re Ferdinando II, detto Ferrandino, era già fuggito con tutta la corte in vista di una futura resistenza. Incoronato re di Napoli, vi stette fino a maggio, quando il popolo e le armate napoletane, al grido di "ferro! ferro!", nuovamente rinvigorite sotto le insegne aragonesi del giovane re Ferrandino, riuscirono a scacciare i francesi dal Regno.
La rapidità e la facilità con cui Carlo VIII aveva raggiunto Napoli, e la posizione di dominio in Europa che gli derivava dall'unione delle corone di Francia e di Napoli, suscitarono la formazione di una Lega antifrancese, composta da Venezia, Impero, Papato, Milano e Spagna. Carlo VIII comprese quindi che era tempo di ripiegare in Francia e cercò di valicare l'Appennino; il 6 luglio 1495 trovò però l'esercito della lega degli stati italiani a sbarrargli la strada nella battaglia di Fornovo. Carlo ne uscì sconfitto, ma riuscì a riparare in Francia, come era suo scopo.

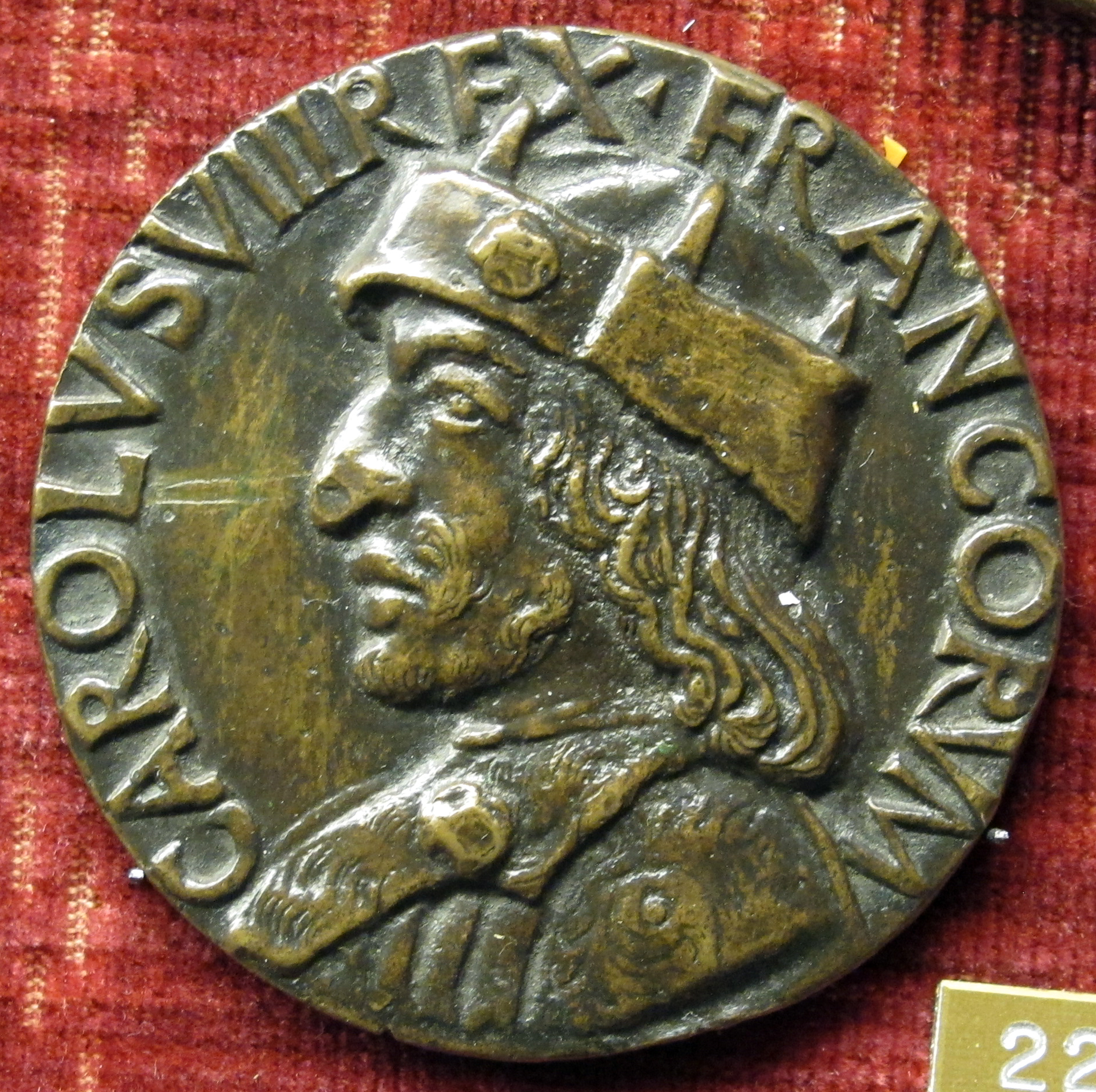
Medaglione con l'effige di Carlo VIII di Francia, anni '90 del XV secolo

I suoi atti sono ricordati da letterati italiani come Giorgio Summaripa ed anche nel romanzo storico di Luigi Gramegna, La sibilla del re.

### Il ritorno in Francia e la morte
Negli anni successivi Carlo VIII tentò di ricostituire il suo esercito, ma senza successo, a causa dei grandi debiti contratti per la spedizione precedente.
Morì a 27 anni, il 7 aprile 1498, per un incidente nel castello di Amboise: batté la testa contro l'architrave in pietra di una porta, mentre, a cavallo, si recava ad assistere a una gara di jeu de paume; nel giro di due ore entrò in coma e morì per emorragia cerebrale.
(Domenico Malipiero, Annali veneti.)

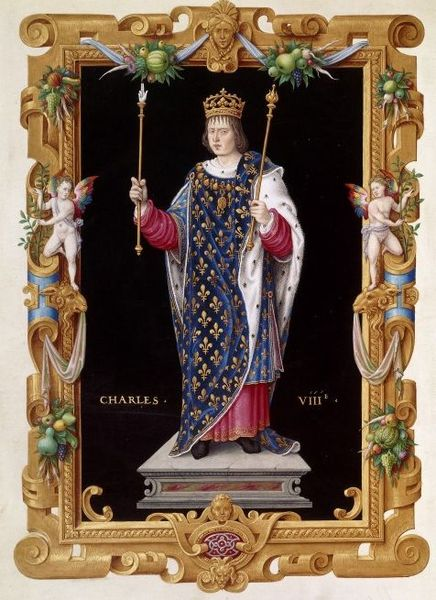
Carlo VIII

Carlo VIII fu l'ultimo esponente del ramo regale della dinastia Valois, detto "dei Valois diretti". Alla sua morte il trono passò al cugino, il Duca d'Orléans Luigi II di Valois-Orléans, che regnò come Luigi XII di Francia. Al suo successore Carlo VIII lasciò in eredità una Francia immersa nei debiti e nel disordine, risultato di un'ambizione definibile, nella forma più benevola, irrealistica. Eppure la sua spedizione ebbe anche risvolti positivi, portando contatti tra gli umanisti italiani e francesi, dando vigore alle arti ed alle lettere francesi nel tardo Rinascimento.

## Aspetto e personalità
Carlo era un uomo di bassissima statura e di salute malferma, descritto come mostruoso dagli italiani, tanto che Jacopo d'Atri si sentì in dovere di comunicare alla marchesa Isabella d'Este che il re "non è così deforme come nostri il fanno". Aveva la testa grossa, gambe corte e storte, sei dita per piede  ; inoltre era afflitto da un persistente tremore nelle mani. Secondo il cronista Marin Sanudo, non indossava l'elmo poiché la sua debole complessione non glielo permetteva. I contemporanei concordavano nel dire che l'unica sua bellezza fosse lo sguardo, nella quale si trovava una certa nobiltà.

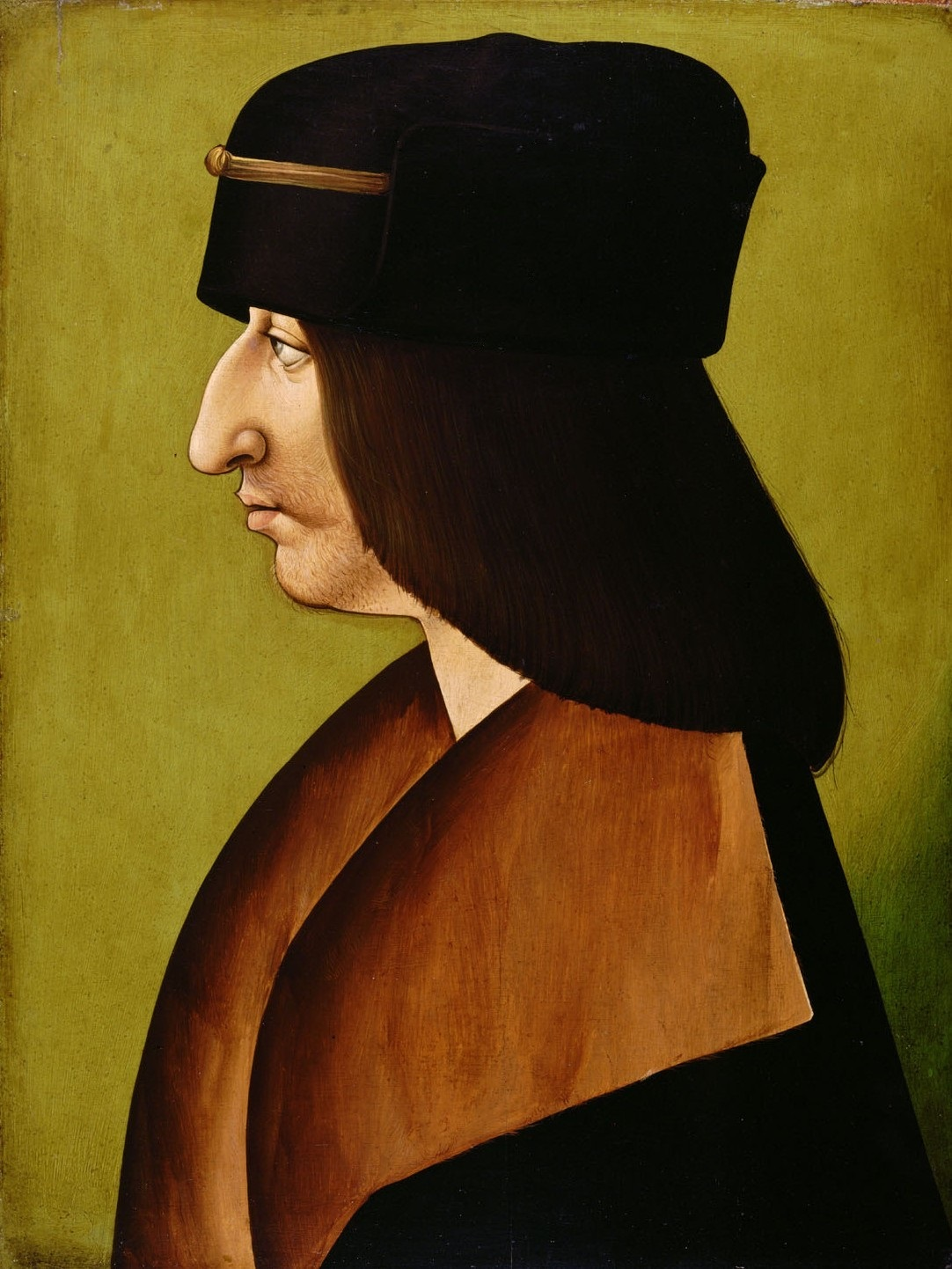
Carlo VIII re di Francia. Copia del XVI secolo da un originale perduto.

la bruttezza di Carlo. Era piccolo e rachitico, aveva testa grossa, naso
grande, gambe stecchite, occhi bianchi e miopi, in cui alcuni trovavano della
dignità, labbra grosse e quasi sempre aperte. Parlava poco, poiché aveva difficoltà nello esprimersi. Lo stesso Brantùme, che era pure suo ammiratore, osserva: « Petit, l'appelle-je, comme plusieurs de son temps et après, par une certaine habitude de parler, l'ont appelé tel, à cause de sa petite stature et débile complexion , mais trés grand de courage, d'àme, de vertu et de valeur ». Infatti Carlo petito lo chiama il Pistoia nel son. 320 dell' apografo Trivulziano.»
(Alessandro Luzio e Rodolfo Renier, Delle relazioni d'Isabella d'Este Gonzaga con Lodovico e Beatrice Sforza.)
L'ambasciatore veneziano Zaccaria Contarini così lo descrive nel 1492:
(Lezioni di letteratura italiana, dettate nell'Università di Napoli, Volume 2, Luigi Settembrini, 1868, p. 16.)
Era giudicato ambizioso e fanatico, ammiratore degli antichi paladini del ciclo carolingio a tal punto da volerli imitare con la sua impresa in Italia. Era soprannominato l'Affabile o il Cortese per la sua cordialità nel disporsi con tutti. In questi termini ne parla infatti la duchessa Beatrice d'Este alla sorella Isabella:
(Lettera di Beatrice d'Este a Isabella d'Este, 12 settembre 1494.)
Lo storico Filippo di Comines ne disse: "non ci fu mai un uomo così meschino di corpo e poco intelligente come il re, ma non era possibile trovare al mondo creatura più buona di lui", in relazione al fatto che, a parer suo, Carlo si fosse consolato presto della morte dell'unico figlio maschio, Carlo Orlando, avendo il sospetto che il bambino, ardito e coraggioso già all'età di tre anni, "continuando in quell'inclinazione avrebbe finito per togliergli autorità e potenza".

## La passione per le donne
Carlo era un impenitente donnaiolo, anzi nutriva per le donne una vera e propria ossessione: scrive il cronista Girolamo Priuli che, nel tornare in Francia nel 1495, Carlo era stato assalito dal "mal di costa" a causa dell'eccessivo coito praticato in Italia; e aggiunge che era annoverato fra i più lascivi uomini di Francia, che "quando havea usato cum una, piuj di quela non si curava", e che sebbene badasse a non toccare le mogli altrui, qualche volta aveva "usato etiam tyrania di prender le vergine et le moglier de alttri, quanto la belleza li delectava". Egli insomma "apparirà un mostro" non solo per il suo aspetto fisico, ma "anche per questa sua incontenibile sessuomania".
Marin Sanudo ne dice: "Secondo la consuetudine de Franzesi de voler sopra tutto star a piacer con donne, et el suo clima a Venere è molto dato, cussì questo Re seguiva assà li so piaceri, sì per essere in una età atta a questo, quam perché soa natura cussì richiedeva. Et varie sorte de donne qui in Italia provò, le qual li era portate per li soi Franzesi".

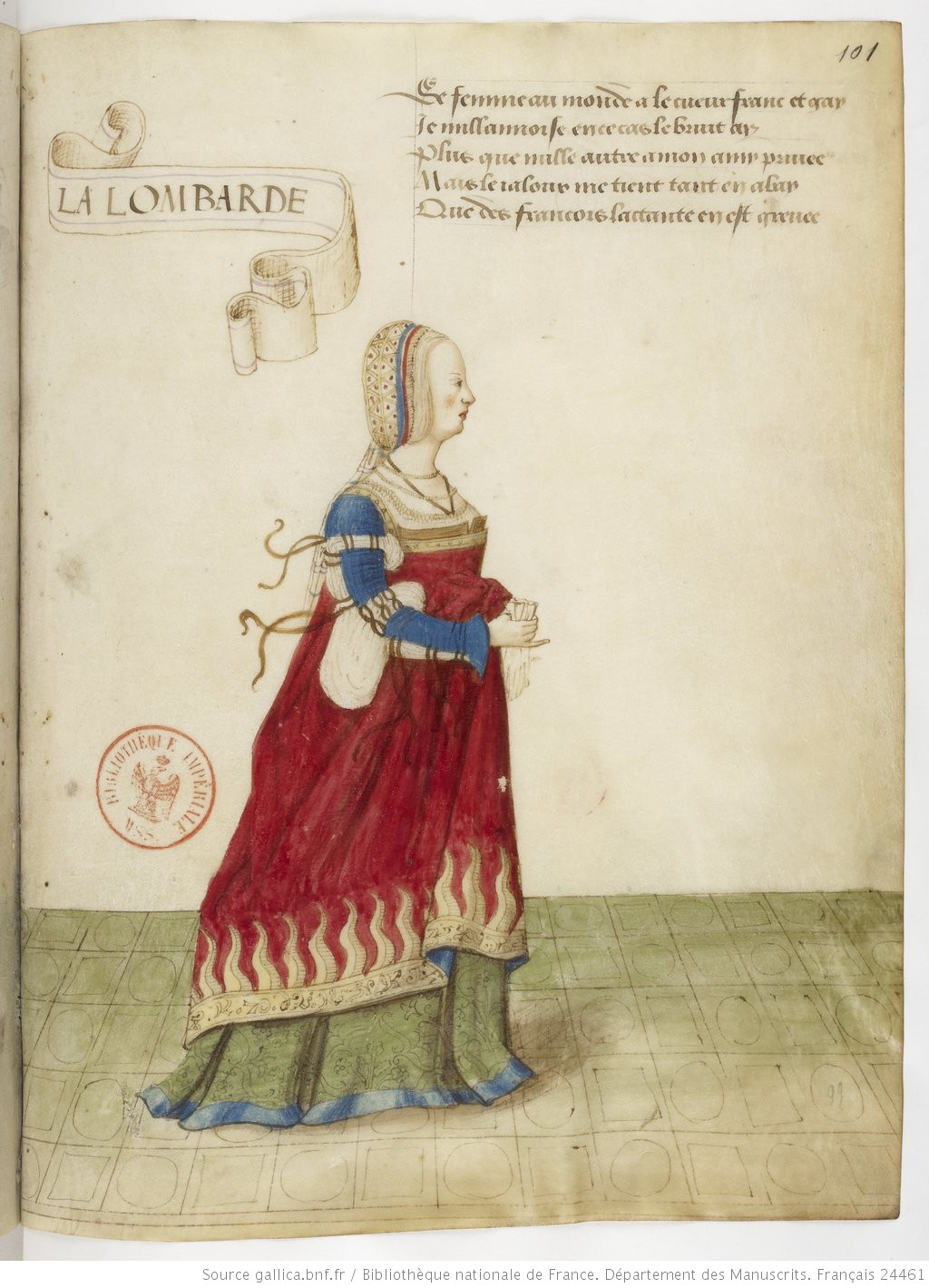
La Lombarda, dal manoscritto Les dictz des femmes de diverses nations. L'anonimo poeta francese ironizza sulle conquiste amorose di Carlo e dei suoi cortigiani in Lombardia, che non riuscirono nel loro intento poiché ostacolati dai gelosi mariti: "Se donna al mondo ha il cuore franco e gaio, / io milanese in questo fatto ho fama, / più che null'altro ha il mio amico segreto, / ma il geloso mi tiene tanto a bada, / che dei francesi l'attesa è gravata".

Per questa ragione la duchessa Beatrice d'Este, nel venire a rendergli omaggio ad Asti, condusse con sé le ottanta più belle dame di Milano, che egli volle baciare tutte quante sulla bocca secondo l'usanza francese, compresa la duchessa e la giovanissima Bianca Giovanna Sforza, figlia di Ludovico il Moro. Con alcune di quelle dame il re prese poi piacere, offrendo loro in cambio degli anelli d'oro. Al contempo si dilettò di vedere danzare la stessa Beatrice e di farle provare una ventina di abiti, alfine di scegliere quale avrebbe indossato nel ritratto che le aveva richiesto, con il pretesto di mostrare alla moglie Anna l'abbigliamento della duchessa. Il Moro scrisse a Caterina Gonzaga, nobile cortigiana romagnola, per farla venire d'urgenza ad Asti a soddisfare il re dietro ricchissimo compenso, ma pare che la donna avesse rifiutato d'andare perché innamorata di Ferrandino d'Aragona.
Negli stessi giorni il marchese Guglielmo IX di Monferrato invitò il re a Casale da sua madre Maria, che Carlo desiderava sommamente conoscere poiché, sebbene fosse stata sposata a un vecchio, era ancora giovane e aveva fama di essere bellissima. A Napoli egli fu pazzo d'amore per Eleonora Piccolomini d'Aragona, meglio nota come Eleonora Marzano, figlia del defunto duca di Amalfi, spinta dalla madre Maria Marzano d'Aragona a prostituirglisi onde riottenere la Contea di Celano; ed ebbe al contempo per favorita una Gonzaga che incontrò a Guastalla, la quale si ipotizza essere la stessa Caterina che aveva inizialmente rifiutato l'offerta del Moro. Così risulta dal cronista Marin Sanudo e da una relazione degli ambasciatori veneti del maggio 1495:
(L.S. Olschki, Biblioteca dell'"Archivum Romanicum, p. 163.)
(Marin Sanudo, La spedizione di Carlo VIII in Italia, pp. 261-262.)

Durante la battaglia di Fornovo gli fu sottratto un album contenente i ritratti licenziosi di tutte le amanti che aveva avuto in Italia, per riottenere il quale Carlo pregò lungamente il marchese Francesco II Gonzaga, che l'aveva inviato alla moglie a Mantova. Si trattava, come pare, di ritratti di donne nude diverse per città e per età, sebbene le fonti non siano concordi nel giudicare se si trattasse di amanti consenzienti o di giovani violentate, come lo furono molte. Ancora il 6 ottobre, al termine della sua fallimentare spedizione e nel corso delle trattative per la Pace di Vercelli, non smetteva di pensare alle donne: avendo ricevuto la visita di alcuni cantori mantovani, li interrogò sulle fattezze della marchesa Isabella d'Este, sul suo carattere e sul suo modo di vestire, volendo anche sapere come fosse a paragone con la sorella Beatrice:
(Jacopo d'Atri alla marchesa Isabella, lettera del 6 ottobre 1495)
A Carlo insomma piacevano le donne basse poiché anch'egli era basso. Jacopo d'Atri comunicò alla marchesa il proprio sospetto che il re sarebbe venuto a Mantova per baciarla "mille volte", tuttavia l'incontro non avvenne mai, poiché poco dopo egli tornò in Francia. Si è anche notato che Carlo apprezzava soprattutto quelle donne che mostravano competenze prettamente maschili, come nell'equitazione: così Eleonora Marzano, sua favorita, era elogiata per la sua abilità nel cavalcare, mentre Beatrice d'Este colpì i francesi perché stava in sella a un corsiero come un uomo, cioè a cavalcioni. Si è però altrettanto notato che questa insistenza francese sui lati mascolini delle donne italiane corrisponde a una generale denigrazione della virilità dei loro uomini, considerati imbelli poiché non si opposero inizialmente all'invasione. Dice il Comines che i francesi "a malapena pensavamo che gli italiani fossero uomini". Le donne costituirono parte della conquista, e diversi studi sono stati condotti sulla concezione che i francesi avevano di loro. Sempre il Comines disse che "tutto il trionfo di qui non fu che nelle donne".

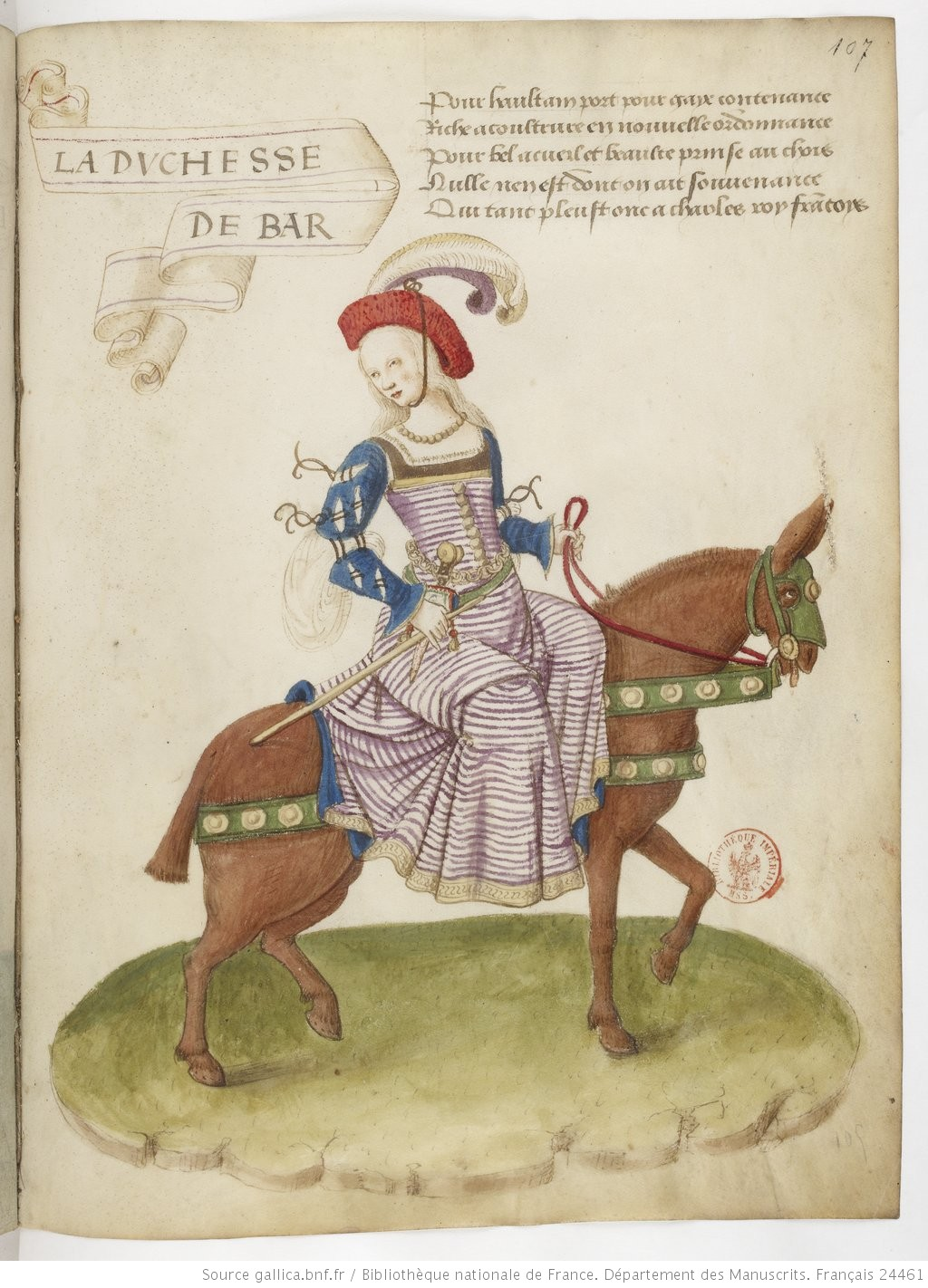
La duchesse de Bar

Nel manoscritto Les dictz des femmes de diverses nations è contenuta una miniatura della "duchesse de Bar", l'unica donna della rassegna ad avere un'identità concreta, accompagnata da una didascalia in rima: "Per portamento fiero e volto allegro / Costume sontuoso nel nuovo stile / Per gentile benvenuto e scelta bellezza / Non c'è nessuno nella memoria / che abbia mai così tanto compiaciuto Carlo il re di Francia." Riferendosi alle sontuose accoglienze milanesi ad Asti e alla sua effettiva esuberanza nel vestire, che tanto colpì i visitatori francesi, lo storico René Maulde-La-Clavière identificò questa donna nella duchessa di Bari, ossia in Beatrice d'Este. In effetti il marito Ludovico era anche detto "duc de Bar" in francese, e Carlo stesso si rivolgeva a lui con questo titolo: "notre trés cher et trés amé cousin, le seigneur Ludovic, duc de Bar". L'ipotesi sarebbe confermata dal fatto che Luigi d'Orléans chiamasse inequivocabilmente Beatrice "la duchesse de Bar". La miniatura mostra una giovane donna in sella a un mulo, con un vistoso cappello piumato, un vestito a righe orizzontali, una bacchetta in mano e un pugnaletto cinto al fianco. Non si direbbe tuttavia un ritratto di Beatrice, né questa fu peraltro mai amante del re, perciò i versi sarebbero da intendersi solo in relazione alle accoglienze galanti, e non dedicati a una "amante" del re, come supposto da alcuni. Altri storici hanno identificato questa donna con l'allora duchessa di Bar, Filippa di Gueldres (1467–1547), la quale morì però da monaca e in odore di santità, e neppure in questo caso risulta che sia mai stata amante di Carlo.

## Discendenza
Da Anna di Bretagna Carlo ebbe quattro figli, morti tutti bambini:
- Carlo Orlando (10 ottobre 1492 - 6 dicembre 1495)
- Carlo (8 settembre 1496 - 2 ottobre 1496)
- Francesco (1497-1498)
- Anna (1498-1499)

## Ascendenza
|                       |                       |                      | Genitori                        |  |  | Nonni |  |  | Bisnonni            |  |  | Trisnonni          |  |
|                       |                       |                      |                                 |  |  |       |  |  | Carlo VI di Francia |  |  | Carlo V di Francia |  |
|                       |                       |                      |                                 |  |  |       |  |  | Carlo VI di Francia |  |  | Carlo V di Francia |  |
|                       |                       | Giovanna di Borbone  |                                 |  |  |       |  |  | Carlo VI di Francia |  |  |                    |  |
| Carlo VII di Francia  |                       |                      |                                 |  |  |       |  |  | Carlo VI di Francia |  |  |                    |  |
|                       |                       | Isabella di Baviera  | Stefano III di Baviera          |  |  |       |  |  |                     |  |  |                    |  |
|                       |                       | Isabella di Baviera  | Stefano III di Baviera          |  |  |       |  |  |                     |  |  |                    |  |
|                       |                       | Isabella di Baviera  | Taddea Visconti                 |  |  |       |  |  |                     |  |  |                    |  |
| Luigi XI di Francia   |                       | Isabella di Baviera  |                                 |  |  |       |  |  |                     |  |  |                    |  |
|                       |                       | Luigi II d'Angiò     | Luigi I d'Angiò                 |  |  |       |  |  |                     |  |  |                    |  |
|                       |                       | Luigi II d'Angiò     | Luigi I d'Angiò                 |  |  |       |  |  |                     |  |  |                    |  |
|                       |                       | Luigi II d'Angiò     | Maria di Blois-Châtillon        |  |  |       |  |  |                     |  |  |                    |  |
| Maria d'Angiò         |                       | Luigi II d'Angiò     |                                 |  |  |       |  |  |                     |  |  |                    |  |
|                       |                       | Iolanda di Aragona   | Giovanni I di Aragona           |  |  |       |  |  |                     |  |  |                    |  |
|                       |                       | Iolanda di Aragona   | Giovanni I di Aragona           |  |  |       |  |  |                     |  |  |                    |  |
|                       |                       | Iolanda di Aragona   | Iolanda di Bar                  |  |  |       |  |  |                     |  |  |                    |  |
| Carlo VIII di Francia |                       | Iolanda di Aragona   |                                 |  |  |       |  |  |                     |  |  |                    |  |
|                       | Amedeo VIII di Savoia | Amedeo VII di Savoia |                                 |  |  |       |  |  |                     |  |  |                    |  |
|                       | Amedeo VIII di Savoia | Amedeo VII di Savoia |                                 |  |  |       |  |  |                     |  |  |                    |  |
|                       | Amedeo VIII di Savoia | Bona di Berry        |                                 |  |  |       |  |  |                     |  |  |                    |  |
| Ludovico di Savoia    | Amedeo VIII di Savoia |                      |                                 |  |  |       |  |  |                     |  |  |                    |  |
|                       |                       | Maria di Borgogna    | Filippo II di Borgogna          |  |  |       |  |  |                     |  |  |                    |  |
|                       |                       | Maria di Borgogna    | Filippo II di Borgogna          |  |  |       |  |  |                     |  |  |                    |  |
|                       |                       | Maria di Borgogna    | Margherita III delle Fiandre    |  |  |       |  |  |                     |  |  |                    |  |
| Carlotta di Savoia    |                       | Maria di Borgogna    |                                 |  |  |       |  |  |                     |  |  |                    |  |
|                       |                       | Giano di Cipro       | Giacomo I di Cipro              |  |  |       |  |  |                     |  |  |                    |  |
|                       |                       | Giano di Cipro       | Giacomo I di Cipro              |  |  |       |  |  |                     |  |  |                    |  |
|                       |                       | Giano di Cipro       | Helvis di Brunswick-Grubenhagen |  |  |       |  |  |                     |  |  |                    |  |
| Anna di Lusignano     |                       | Giano di Cipro       |                                 |  |  |       |  |  |                     |  |  |                    |  |
|                       |                       | Carlotta di Borbone  | Giovanni I di Borbone-La Marche |  |  |       |  |  |                     |  |  |                    |  |
|                       |                       | Carlotta di Borbone  | Giovanni I di Borbone-La Marche |  |  |       |  |  |                     |  |  |                    |  |
|                       |                       | Carlotta di Borbone  | Caterina di Vendôme             |  |  |       |  |  |                     |  |  |                    |  |
|                       |                       | Carlotta di Borbone  |                                 |  |  |       |  |  |                     |  |  |                    |  |